# Zianidische dinar
De Zianidische dinar of ziyani is de goudvaluta die werd geslagen in de centrale Maghreb onder de Zianiden-dynastie en vervolgens onder het Regentschap van Algiers, waar het met de dinar van Béjaïa en Constantine een belangrijke monetaire referentie bleef door zijn gewicht in goud.
Onder het Regentschap van Algiers bleef het geslagen in Tlemcen en werd het tot de 17e eeuw gebruikt in het westen, maar ook in Algiers en in het centrum van het land vanwege de levering van Soedanees goud aan deze stad. Het gewicht van deze munten varieerde naargelang de slijtage en de kwaliteit van de slag, variërend van 4,58 g tot 4,66 g.
De ziyani had gouden submultiples: half, kwart en achtste. De ziyani had ook zijn correspondent in zilveren munten, de "dobla ziyaniya" of "dobla morisca".